# Киргизбаев, Болат Исатаевич
Булат Исатаевич Киргизбаев (род. 17 февраля 1959, г. Панфилов, Алма-Атинская область, КазССР) — представитель высшего командования КНБ Республики Казахстан, генерал-майор, заместитель председателя КНБ, директор Пограничной Службы Республики Казахстан (2008—2011).

## Биография
Родился 17 февраля 1959 года в городе Жаркент Алматинской области.
В 1980 году окончил Высшее пограничное командное училище КГБ при Совете Министров СССР им. Ф.Э. Дзержинского.
В 1992 году – Военную Академию им. М.В. Фрунзе.
Проходил службу на различных должностях в Краснознаменном Восточном пограничном округе КГБ СССР и Пограничной службе КНБ Республики Казахстан.
Начальник Главного управления разведки пограничной службы КНБ Республики Казахстан.
С 21 мая 2008 — заместитель Председателя Комитета национальной безопасности Республики Казахстан – Директор пограничной службы.
С августа 2012 года - Советник генерального директора по безопасности акционерного общества «КазТрансОйл».
С 30 мая 2016 года – омбудсмен акционерного общества «КазТрансОйл».
С 30 октября 2018 года - Председатель Правления АО "Казтехнологии"
Жена - Киргизбаева Айнаш Мелисовна

Дети - Исатаев Диас Булатулы, Исатаева Еркежан Булаткызы, Исатаев Ильяс Булатулы, Киргизбаев Тимур Булатулы, Киргизбаева Галина Булатовна.

## Награды
Награжден 12 медалями Республики Казахстан, Республики Афганистан и 6 ведомственными наградами.
- Почётный сотрудник КНБ РК.
- Почётный сотрудник Пограничной службы КНБ РК.
- Почётный член Совета командующих ПВ СНГ.
- Почётный гражданин Джамбульского района Алматинской области.